# Bibó István Szakkollégium
A Bibó István Szakkollégium az ELTE Állam- és Jogtudományi Kara nappali tagozatos hallgatóinak szakmai, baráti és lakóközössége. Az intézmény Budapest XI. kerületében, a Ménesi út 12. szám alatti épületben található. 2017 és 2019 között a szakkollégium Ménesi úti épülete felújítás alatt állt, ez idő alatt a szakkollégiumnak ideiglenesen a Hotel Peregrinus adott helyet. A hatvan bentlakó mellett a közösséget mintegy húsz-negyven külsős szakkollégista alkotja.

## Története

### „Folyosó Szakkollégium” korszak (1977–1983)
Az ELTE Bibó István szakkollégium
létrejöttének gyökerei térben az Eötvös Loránd Tudományegyetem Kőrösi Csoma Sándor Kollégiumáig, időben az 1977/78-as tanévre nyúlnak vissza.
Abban a tanévben Kéri László vezetésével a Budaörsi úti kollégiumban létrejött egy olyan szervezett közösség, amit a mai Bibó elődjének tekinthetünk, és amit még akkor „folyosó szakkollégiumnak” neveztek. Az alapítók mintegy 20-30 joghallgató a szakkollégiumi formát találták az
egyetemi szabályzatban az egyetlen lehetőségnek arra, hogy viszonylagos autonómiájával egyfajta új kollégiumi létformát, másként gondolkodást,
szabadabb kommunikációt és a társadalomtudományokban való nagyobb elmélyülést tegyen lehetővé az érdeklődő és tehetséges joghallgatók számára. A kezdeti szakkollégium egy olyan rendszeres együttlétre építő alternatív kollégiumi életforma volt, amelynek létrehozását a fennálló oktatási rendszerrel szembeni elégedetlenség és a társadalomtudományi kulturáltságban meglévő hiányosságok pótlásának igénye motiválta. Az első néhány év sikeres volt, a kollégisták számtalan programot, vitát, kiscsoportos foglalkozást szerveztek, amelynek keretében kirajzolódottak az önkormányzatiság, és így a szakkollégium későbbi sarokpontjai. A Bibó ebben az időszakban került szorosabb kapcsolatba a Közgázon akkor már tíz éve működő, a fiatal értelmiség körében már fogalommá vált Rajk László Szakkollégiummal. Külön épületben működött, az egyetem irányításától
teljesen függetlenül, önálló képzési rendszere volt, visszajáró oktatókkal, és – ez rendkívül fontos – saját felvételi eljárásban választották ki a
bekerülőket. A Rajk a haldokló pártállamban egyike lett azoknak a kis szigeteknek, ahol szabadon lehetett gondolkodni, beszélni, írni. Gyakran megfordultak itt a formálódó ellenzék legjelesebb képviselői, és gondolataik ebben a közösségben termékeny talajra találtak. Teljesen egyértelmű volt, hogy a Rajk mintául kell, hogy szolgáljon a budaörsi szakkollégistáknak, ha tovább akarnak lépni az intézményesülés felé, és komolyabb szerepet akarnak vállalni egy új értelmiség utánpótlásának képzésében.

### „Hőskorszak” (1983–1988)
A szakkollégisták sikertelen összeköltözési kísérlete után végül hosszas erőfeszítéseknek köszönhetően a Szakkollégium 1983 szeptemberében megkapta az engedélyt arra, hogy beköltözhessen az akkor még félkész állapotú Ménesi úti épületbe, amely mind a mai napig otthonul szolgál a
bentlakásos szakkollégistáknak. Ezzel a hivatalos szakkollégiumi státusz elnyerésének utolsó komoly akadálya is megszűnt és ennek köszönhetően Stumpf István igazgató vezetésével megalakulhatott a Jogász Társadalomtudományi Szakkollégium, hogy 1985-ben aztán felvegye Bibó István nevet. Az akkor még mindenféle válogatás, felvételi nélkül a kollégiumba került heterogén társaság hosszú viták után végül az SzMSz elfogadásával létrehozta azt a szervezeti struktúrát, amelynek legfőbb megoldásai a részletszabályok módosulásával ugyan, de máig megmaradtak. Az alapvető jellemzők az autonómia, az igazgató jogkörének szűkítése, az önkormányzati szervek meghatározó jelentősége az ügyek intézésében, a szakmai munkában való részvétel kötelező jellege, nyilvános felvételi eljárás, és a közösségi élet fontosságának hangsúlyozása.
A szervezeti keretek megteremtése után pedig megkezdődhetett a színvonalas szakmai munka, amelyet a különféle konferenciák megszervezése, a kiscsoportos, gyakorlatorientált képzések beindulása és az elkészült OTDK-dolgozatok sokasága jelzett. A Bibó bekapcsolódott a szakkollégiumi mozgalomba, rendszeresen részt vett az országos szakkollégiumi találkozókon és hozzájárult a mozgalom arculatának fenntartásához. Emellett a kollégium aktív résztvevőjévé vált a közéletnek. Olyan előadások és viták jellemzik a korszakot, amelyben lehetőség volt a tabuk áttörésére, a kritikát megfogalmazására, voltaképpen: a szabad kommunikációra. Mindezekkel együtt a nyolcvanas évek derekától a Bibó is a demokratikus
nyilvánosság egyik gyakorlóterepévé vált.
Ismert tény, hogy a Szakkollégiumban alapították meg 1988. március 30-án az 1989-90-es rendszerváltozásban meghatározó szerepet betöltő ifjúsági szervezetet, a Fiatal Demokraták Szövetségét. A közhiedelemmel ellentétben azonban a harminchét alapítóból mindössze tízen voltak a kollégium tagjai, a többiek a közgazdászok (elsősorban a Rajk László Szakkollégium tagjai) markáns csoportján kívül bölcsészek és tanárképző főiskolások közül kerültek ki.

### Az identitászavar és az átmenet korszaka (1988–1996)
A politizálás új kereteit megadó pártok létrejöttével, a demokratikus intézmények kiépülésével a szakkollégiumok tehát elvesztették tevékenységük egyik – addig talán legfontosabb – értelmét, és identitászavarral küszködtek. A kilencvenes évek eleje a helykeresés Bibó számára is. Az igazgatói székből 1988 őszén távozó Stumpf István helyét Gyekiczki András vette át, majd két év múlva Csapody Tamás lett az igazgató, aki ezt a tisztséget 1992 elejéig töltötte be. Őt követően Szemerei Péter lett a Bibó igazgatója, egészen 1996-ig. Hamarosan világossá vált, hogy az új helyzetben a kollégiumnak nem más a feladata, mint hogy magas fokon képzett, tájékozott, társadalmilag érzékeny, kreatív jogászokat képezzen. A Szakkollégium pedig, ahogy Kéri László egy interjúban elmondta: “…egy soha vissza nem térő, páratlan szellemi felkészülési folyamat.” 

### A jelenlegi keretek kiépülésének korszaka (1996–)
Az új korszak kezdete a lendületes és koncepciózus új igazgatóhoz köthető. Papp Imre igazgatósága alatt 1996-tól sor került a Tanulmányi Szabályzat reformjára, valamint a Ménesi úti épületben számos fontos infrastrukturális fejlesztés is lezajlott, így gyakorlatilag az összes intézményi és tárgyi feltétel adottá vált a valóban színvonalas munkához. A szakmai munka új lendülete eredményeként a Szakkollégium számos eredményes OTDK-szereplést, kiadványt, konferenciát és más sikeres programot mondhat magáénak. Őt követte az igazgatói poszton 2002-től Schenk Borbála, akinek kétéves igazgatósága alatt számos jelentős reform született meg. Ebben az időszakban nyerte el ugyanis végleges formáját a Választmány valamint a szakmai munkát az újonnan létrehozott műhelyrendszer köré szervezték. Ekkor még csak négy műhely működött: Büntető Tudományok Műhelye, Civilisztika Műhely, Közjogi Műhely valamint a Nemzetközi és Európai Jogi Műhely. 
Sántha Ágnes 2004-től kezdődő igazgatósága alatt jött létre a Szakkollégium Politikatudományi Műhelye, amellyel intézményesült a politológus hallgatók képzése is. Ezenkívül átalakították a felvételi eljárást (háromfordulós felvételi rendszer), a műhelyrendszer keretei között történő oktatás szabályait is finomították, valamint újra bevezetésre került a kötelező úgynevezett tutori dolgozatok megírására is. Ugyanettől az évtől vált hagyománnyá, hogy azok a végzett bibós hallgatók, akik teljesítették a Tanulmányi Szabályzatban megfogalmazott követelményeket tavasszal ünnepélyes keretek között átvehették bibós diplomájukat. Az ELTE Alkotmányjog tanszékén tanító oktató korábbi szakkollégista Pozsár-Szentmiklósy Zoltán 2008-tól 2012-ig volt a Bibó igazgatója, majd őt követte a 2012-ben megválasztott Tar Adrienn. A Kollégiumot ezt követően 2016-tól 2020-ig Milánkovich András, majd 2020 és 2021 között Fazekas János vezette. 2021 nyara óta Matyasovszky-Németh Márton a Kollégium igazgatója.
Ma a Szakkollégium célja tehát magasan kvalifikált, a szakma és a munkaerőpiac elvárásainak és kihívásainak megfelelni képes jogászok és politológusok képzése. A közösség – a Szakkollégium alapelvei által vezérelve – minden rendelkezésre álló eszközzel segíti tagjai tudásának
bővítését, továbbá arra törekszik, hogy a diákjaiból művelt, tájékozott, széles látókörű és szociálisan érzékeny emberek legyenek.

## Igazgatók
- Stumpf István (1983–1988)
- Gyekiczki András (1988–1990)
- Csapody András (1990–1992)
- Szemerei Péter (1992–1996)
- Papp Imre (1996–2002)
- Schenk Borbála (2002–2004)
- Sántha Ágnes (2004–2008)
- Pozsár-Szentmiklósy Zoltán (2008–2012)
- Tar Adrienn (2012–2016)
- Milánkovich András (2016–2020)
- Fazekas János (2020–2021)
- Matyasovszky-Németh Márton (2021–)

## A szakkollégium célja
Az ország egyik legrégebbi szakkollégiumaként 1983 óta elsődleges célja szakmailag felkészült, közéleti kérdésekben tájékozott és a társadalom problémái iránt nyitott jogászok és politológusok képzése.
A Szakkollégium célja még a fentiek mellett, hogy a felnövekvő generációkat olyan alapvető állampolgári ismeretekkel vértezze fel, amelyekkel könnyebben boldogulnak felnőtt életük során, s felelős, tájékozott polgárrá válhatnak. Ennek érdekében minden tavasszal megrendezésre kerül az Állampolgári Nevelés Tábor, ahol 13-14 éves diákokat okítanak szakkollégisták állampolgári ismeretekre. E programnak többéves hagyománya van, s a résztvevőkben közös, hogy mindannyian Bibó Istvánról elnevezett intézményben tanulnak.

## A szakkollégium felépítése
A szakkollégiumi képzés és a tudományos-szakmai munka a következő szakmai műhelyekben folyik:
1. Büntető Tudományok Műhelye,
2. Civilisztika Műhely,
3. Közjogi Tudományok Műhelye,
4. Nemzetközi és Európai Jogi Műhely,
5. Jogelméleti Műhely,
6. Politikatudományi Műhely.

A Szakkollégium működésének alapelvei: szakmaiság, tájékozottság, önállóság, kezdeményezés, felelősség, önkormányzatiság, nyilvánosság, egyenlőség és közösségiség.

## A névadó
A Szakkollégium Bibó István nevét 1985-ben vette fel.

## Harkály-díj
A Szakkollégium fennállásának 25. évfordulója alkalmából annak Közgyűlése által 2008-ban alapított díj. A díjjal a Szakkollégium elismerésben részesíti azokat a személyeket, akik a Szakkollégium szakmai vagy közösségi életében különösen fontos szerepet játszottak, valamint kiemelkedő szakmai – tudományos teljesítményükkel a Bibó hírnevét öregbítették. 
A díjnak két fokozata is van, egy tudományos és egy közösségi. A tudományos díjat az a volt Szakkollégista kaphatja, akit a szakkollégiumi tagságának megszűnését követően kifejtett szakmai tevékenysége alapján, a Közgyűlés erre méltónak tart. A közösségi fokozat nem csak volt szakkollégistáknak adományozható, hanem bárkinek, akit a Közgyűlés, a közösségért kifejtett áldozatos munkájáért erre méltónak talál. A díj odaítélése évente egyszer történik. Az eljárás során a szakkollégisták leadják jelöléseiket, akik közül a Közgyűlés választja ki a díj nyertesét. 

### Harkály-díjasok
- Dr. Kukorelli István (2008)
- Dr. Menyhárd Attila (2009)
- Dr. Horváth Bianka (2009)
- Dr. Bihari Mihály (2010)
- Dr. Nagy Csongor István (2010)
- Dr. Grad-Gyenge Anikó (2011)
- Dr. Mándi Tibor (2011)
- Dr. Gárdos Péter (2012)
- Dr. Hack Péter (2012)
- Dr. Marosi Zoltán (2013)
- Dr. Stumpf István (2013)
- Dr. Aáry-Tamás Lajos (2014)
- Dr. Andrékó Csilla (2015)
- Dr. Tar Adrienn (2015)
- Dr. Sebők Miklós (2016)
- Dr. Gárdos-Orosz Fruzsina (2017)
- Dr. Franczel Richárd (2017)
- Dr. Fazekas János (2018)
- Dr. Sólyom Péter (2018)
- Dr. Pozsár-Szentmiklósy Zoltán (2019)
- Dr. Gyurkó Szilvia (2019)
- Dr. Korom Veronika (2020)
- Dr. Szeidl Ágnes (2020)